# Course en ligne féminine aux championnats du monde de cyclisme sur route 1968
Navigation
1967 1969
La course en ligne féminine aux championnats du monde de cyclisme sur route 1968 a lieu le 31 août 1968 à Imola en Italie. Cette édition est remportée par la Néerlandaise Keetie van Oosten-Hage.

## Classement
|                                    | Coureuse                   | Pays             |    | Temps          |
| ---------------------------------- | -------------------------- | ---------------- | -- | -------------- |
| Médaille d'or, Coupe du Monde      | Keetie Hage                | Pays-Bas         | en | 1 h 29 min 6 s |
| Médaille d'argent, Coupe du Monde  | Bajba Tsaune               | Union soviétique | +  |                |
| Médaille de bronze, Coupe du Monde | Morena Tartagni            | Italie           |    |                |
| 4                                  | Elsy Jacobs                | Luxembourg       |    |                |
| 5                                  | Audrey McElmury            | États-Unis       |    |                |
| 6                                  | Thea Smulders              | Pays-Bas         |    |                |
| 7                                  | Nina Trofimova             | Union soviétique |    |                |
| 8                                  | Emīlija Sonka              | Union soviétique |    |                |
| 9                                  | Nicole Vandenbroeck        | Belgique         |    |                |
| 10                                 | Lubov Zadoroznaya          | Union soviétique |    |                |
| 11                                 | Anna Konkina               | Union soviétique |    |                |
| 12                                 | Carla Bosio                | Italie           |    |                |
| 13                                 | Beryl Burton               | Royaume-Uni      |    |                |
| 14                                 | Bernadette Swinnerton      | Royaume-Uni      |    |                |
| 15                                 | Elisabetta Maffeis         | Italie           |    |                |
| 16                                 | Jacky Barbedette           | France           |    | 4 s            |
| 17                                 | Maria Cressari             | Italie           |    | 22 s           |
| 18                                 | Hannelore Mattig           | Allemagne        |    | 56 s           |
| 19                                 | Hennie Faber-Hondeveld     | Pays-Bas         |    | 1 min 18 s     |
| 20                                 | Irma Jussila               | Finlande         |    | 4 min 6 s      |
| 21                                 | Marguerita Dams            | Belgique         |    | 4 min 50 s     |
| 22                                 | Ritva Mykkänen             | Finlande         |    | 4 min 52 s     |
| 23                                 | Barbara Mapplebeck         | Royaume-Uni      |    | 6 min 40 s     |
| 24                                 | Francine Verlot            | Belgique         |    | 6 min 40 s     |
| 25                                 | Bella Van der Spiegel-Hage | Pays-Bas         |    | 6 min 50 s     |
| 26                                 | Angela Marchesin           | Italie           |    | 7 min 2 s      |
| 27                                 | Roisin Troy                | Irlande          |    | 7 min 9 s      |
| 28                                 | Monika Maklas              | Allemagne        |    | 7 min 42 s     |